# Тетянівка (Краматорський район)
Тетяні́вка — село Святогірської міської громади Краматорського району Донецької області, Україна. Населення становить 602 осіб.

## Назва
Село назване на честь дружини графа Олександра Михайловича Потьомкіна Тетяни Борисівни Потьомкіної.

## Пам'ятки
Поблизу с. Тетянівка знаходилася садиба Потьомкіних, в результаті проведених археологічних розкопок, відкриті фундаменти палацу і двох флігелів. Планується відновлення садиби і відкриття музейного комплексу «Садиба Потьомкіних XIX століття в Святих Горах».
В 2009 році в селі Тетянівка відкрилася перша в Донецькій області лижна траса з висотою спуску 700 метрів.